# 石部城之戰
石部城之戰是天正2年（1574年）4月織田氏與六角氏在近江國石部城週邊爆發的戰爭。結果織田軍攻陷石部城，六角義賢、六角義治逃亡。

## 背景
近江國大名六角義賢跟六角義治父子在永祿11年（1568年）9月的觀音寺城之戰中敗給織田信長後，六角父子逃往甲賀，甚至一度逃往伊賀國，後來又進入鯰江城籠城。
雖然六角義賢跟六角義治父子陸續發起野洲河原之戰、參與志賀之陣對織田家發動攻擊，但都以戰敗告終，儘管六角義賢一度跟織田家議和，但在元龜二年時又撕毀和約，聯合朝倉義景跟一向一揆試圖在京都放火。

## 過程
為徹底擊潰六角家，織田信長在天正元年（1573年）4月時威逼將軍足利義昭和談後，領兵至近江進入百濟寺一帶，在當地滯留２至３日，同時對鄰近不遠處由六角義治鎮守鯰江城發動攻擊，命令家臣柴田勝家、佐久間信盛、丹羽長秀、蒲生賢秀在城池四方建築付城，將鯰江城團團包圍，同時百濟寺在近年來發動一揆支援鯰江城的情報也傳入織田信長耳中，憤怒的織田信長遂在４月11日下令放火焚寺，將百濟寺的堂塔伽藍全燒成灰燼。
同年9月4日，織田信長在消滅淺井家後（小谷城之戰），領兵進入佐和山城，派遣柴田勝家攻打被包圍的鯰江城，在柴田勝家攻擊下，六角義治降伏開城，六角義治隨後逃往父親六角義賢所在的石部城。而織田軍旋即在9月下旬又包圍了六角義賢僅餘的菩提寺城跟石部城，在石部城週邊興建付城，切斷城池對外交通。
但天正2年（1574年）3月時，織田信長又派遣佐久間信盛、佐久間信榮父子揮軍攻打六角義賢，佐久間父子在4月時先將菩提寺城攻陷，而佐久間軍在攻打石部城時，六角義賢竭力防備，暫時抵擋住織田軍的攻擊，六角家臣山中長俊更討取了佐久間家臣林寺熊之介，六角義賢也頒下感狀給山中長俊。
但在石部城內兵糧用盡的狀況下，織田軍在石部城鄰近更有11座付城封鎖對外道路，六角義賢、義治父子見大勢不妙在4月13日決定趁雨夜退出石部城，以家臣石部下野守父子為殿軍衝出城門，趁亂逃出織田軍的包圍。在六角父子逃亡後，石部城遭到佐久間父子佔領，六角父子戰後流亡至甲斐依附武田勝賴，家臣山中長俊則投降織田家，成為柴田勝家的家臣，擁有3千石領地。